# ایسیاکایوو (شهرستان ایشیمبایسکی، باشقیرستان)
ایسیاکایوو (انگلیسی: Isyakayevo, Ishimbaysky District, Republic of Bashkortostan) یک شهرک در شهرستان ایشیمبایسکی استان باشقیرستان کشور روسیه است.